# Kraljevina Crna Gora
Kraljevina Crna Gora (crnogor. ćiril. Краљевина Црнa Горa), bila je ustavna monarhija na području današnje Crne Gore od 1910. do 1918.
Nakon višestoljetne neovisnosti definitivno se osamostalila priznanjem na Berlinskom kongresu 1878. godine. Postojala je sve do njezina pripajanja Kraljevini Srbiji 1918., neposredno po svršetku Prvoga svjetskog rata, ali su crnogorska vlada i dio oružanih snaga djelovali u izbjeglištvu do konca 1921. godine.
Međunarodno priznata crnogorska država, koja se temelji i na povijesnoj Kraljevini Crnoj Gori, obnovljena je u svibnju 2006. godine.

## Povijesni kontekst
Od 1852. godine bila je Crna Gora Kneževina (crnogorski Knjaževina). Na čelu države je bio knjaz.
Crnogorci su obično svoga vladara nazvali Gospodar, što je bila stara titulacija iz sredjovjekovne povijesti, za doba crnogorske dinastije Balšići i vladara Ivana Crnojevića.
Prije 1851. državni poglavari Crne Gore bili su mitropoliti (ili vladike) na Cetinju.
Istodobno su oni bili i crkveni pravoslavni autokefalni poglavari. Takva je tradicija postojala od početka 16. stoljeća.
Prvi knjaz je od 1852. – 1860. bio Danilo I. Petrović.
Pravni sustav Knjaževine Crne Gore kao sekularne države verificiran je usvajanjem Zakonika Danila I. 1855. godine.
Državnim poglavarom je knjaz Nikola I. Petrović postao 1860. godine.
Na blagdan Velika Gospojina 28. kolovoza 1910., u povodu obljetnice 50 godina na crnogorskom prijestolju, proglasio se kraljem te je Crna Gora postala kraljevinom.

## Državno uređenje
Kraljevina Crna Gora je bila ustavna i parlamentarna, no u biti apsolutistička monarhija. Prvi crnogorski Ustav je donesen 19. prosinca 1905. no on nije ostavljao mnogo demokratskih opcija i u stvarnosti je sva vlast bila u rukama vladara.
Monarh je bio i vrhovnim zapovjednikom oružnih snaga (vojska, te policija i žandarmerija) i osobom koja je odlučivala o objavi rata i savezništvima.
 Monarh je imao ovlasti jedini sazivati i raspuštati parlament, te postavljati državno činovništvo, ministre i sudce.
 Prema Ustavu, kojeg je donio (oktroirao) Nikola I. kao vladar nije mogao biti podvrgnut nikakvoj odgovornosti. Zakonodavstvo su činili monarh i parlament.
Crnogorska narodna skupština, na osnovu Ustava, prvi puta je konstituirana listopada 1906. godine. Ona je imala ustavne, definirane relacije spram monarha, na način da niti jedan zakon u državi nije mogao biti izdat, ukinut i promijenjen bez njezina odobrenja. Monarh također nije mogao samostalno donijeti odluku o ustanovljenju i/ili izmjeni poreza, o zaduženju u inozemstvu, niti samostalo usvajati državni proračun, bez suglasnosti parlamenta. 
No, na drugoj strani, crnogorski parlament nije imao pravo zakonske inicijative, niti je zakon uopće bio usvojen dok ga monarh ne verificira. Parlament također nije mogao pozove na političku odgovornost ministre ili vladu (crnogorski Ministarsko vijeće) u cjelini, jer ih je mogao opozvati jedino monarh.
Ministarsko vijeće Crne Gore, vlada, kao dio izvršne vlasti je u potpunosti ovisilo od monarha. Ministarsko vijeće se poglavito sastojalo od šest resora: Ministarstvo vojno, Ministarstvo inozemnih poslova, Ministarstvo pravosuđa, Ministarstvo prosvjete i crkvenih djela, Ministarstvo unutarnjih poslova i Ministarstvo financija i graditeljstva.
Sudska vlast se sastojala od Velikog suda i oblasnih sudova. Veliki sud je bio najviša sudska instanca s ovlastima da rješava u konačnom o apelacijama protiv presuda nižih, oblasnih sudova. Sve do 1902. u građanskim je sporovima u krajnjoj instanci mogao rješavati direktno crnogorski monarh no to od toga razdoblja više nije bilo moguće, premda je monarh imao pravo davati pomilovanja i ublažavati kazne.
Državno vijeće (crnogorski Državni savjet), sastavljen je bio od šestorice monarhovih izabranika koje je imenovao ukazom. Po Ustavu je Državni savjet bio najviše upravno tijelo s ovlastima svojevrsnog upravnog suda za stegovne prekršaje dužnosnika i prodaju nekretnina koje su pripadale lokalnim organima vlasti; ovaj je organ bio pravni savjetodavac vladara i parlamenta kod usvajanja zakona a odluke su mu bile pravomoćne tek po monarhovom verificiranju.
Glavna državna kontrola imala je po Ustavu ovlasti kontrole administrativnih računa i glavnoga državnoga proračuna. Po dvojicu članova Glavne državne kontrole birala je Crnogorska narodna skupština s liste koju je predlagao Državni savjet.
Ustav Knjaževine Crne Gore iz prosinca 1905. je donesen, smatra se, pod pritiskom vanjskih okolnosti. U Carskoj Rusiji, crnogorskom povijesnom savezniku, su se zbile ustavne reforme i listopada 1905. dozvoljeno je formiranje po prvi puta ruskoga narodnoga parlamenta (Duma). Crna Gora nije, uz Osmansko Carstvo,  želila ostati jedina zemlja u Europi bez ustava i parlamenta. 
Nikola I. je Ustav oktroirao i prije izbornog sazivanja Crnogorske narodne skupštine a parlament na svojim zasjedanjima nije uopće raspravljao o njemu.

## Pokušaji prevrata
Uz potporu obavještajne službe Kraljevine Srbije planirano je 1908. ubojstvo kneza Nikola i svojevrsni državni udar a 1909. i pokušaj oružane pobune.

## Diplomatski odnosi
Prve prijateljske diplomatske kontakte s nekom inozemnom silom imala je Crna Gora 1711. s Ruskim carstvom. Prvi crnogorski konzulat je otvoren 1863. u Skadru (Albanija, tada Tursko Carstvo).
Tijekom 19. st. neslužbeni je crnogorski konzul u Carigradu bio Hrvat-baša.
Vanjska politika je u potpunosti bila je nadležnost monarha.
Na Cetinju su od 1879. do 1916. postojala veleposlanstva Austro-Ugarske, Kraljevine Bugarske, Kraljevine Velike Britanije, Francuske, Sjedinjenih Američkih Država, Kraljevine Grčke, Kraljevine Italije, Njemačkog Carstva, Kraljevine Srbije, Turskog Carstva i Ruskog Carstva.
Crna Gora je, nakon diplomatskoga priznanja 1878. pa do 1921. imala sljedeća veleposlanstva: veleposlanstvo u Beogradu (Kraljevina Srbija), veleposlanstvo u Carigradu (Tursko Carstvo), veleposlanstvu u Parizu (Francuska), veleposlanstvo u Washingtonu (SAD).
Mrežu svojih konzularnih predstavništava Kraljevina Crna Gora je imala u Argentini, Belgiji, Brazilu, Nizozemskoj, Malti, Norveškoj, Španjolskoj, Švicarskoj, Velikoj Britaniji, Francuskoj, Italiji i Kanadi.
Konkordatom Crne Gore i Svete Stolice, kao prva pravoslavna država u povijesti, Crna Gora je 1886. definirala status svojih građana katoličke vjere.
U opisanom razdoblju, vojvoda Gavro Vuković je najduže obnašao dužnost ministra vanjskih poslova.

## Oružane snage
- Crnogorski časnici
- Crnogorska vojska na Cetinju
- Crnogorska vojska uoči 1. svjetskog rata
- Crnogorska topnička postrojba

Vojne reforme, kroz preustroj i izobrazbu Crnogorske vojske, započeo je 1854. knez Danilo I. Petrović a nju je nastavio Nikola I. što je u konačnom i rezultiralo velikim pobjedama nad Osmanskim Carstvom i oslobađanjenjm velikom dijela crnogorskog povijesnog teritorija tijekom rata 1876. – 1878. godine.
Okosnicu oružanih snaga Kraljevine Crne Gore sačinjavala je Crnogorska narodna vojska, sa svojom djelatnom i pričuvnom formacijom.
Teritorij crnogorske kraljevine je bio do 1912. podijeljen na četiri divizijske oblasti (Cetinjsku, Podgoričku, Nikšićku i Kolašinsku a od 1913. i Pljevaljsku i Pećku divizijsku oblast), odnosno, na 11 brigadnih oblasti, 52 bataljunska okruga, te 322 satnijska područja.
Divizije su bile sastavljene od 2-3 pješačke brigade. Svaka je divizijska komanda raspolagala s po tri topničke baterije. Uoči Prvog balkanskog rata Kraljevina Crna Gora je imala 55.000 vojnika.
Godine 1910. je usvojen Zakon o ustrojstvu vojske u kojem se (7. članak) navodi da oružnu silu Crne Gore čini njena Crnogorska narodna vojska. Sustavni dio oružanih snaga Kraljevine Crne Gore su bili policija i žandarmerija).
Glavna vojna zastava Crne Gore je bila Alaj-barjak, a postrojbe su imale Krstaš-barjake.
1919. u Italiji je obnovljen dio postrojbi Crnogorske vojske. Njihovim upadima u Crnu Goru, sinkronizirano s djelatnim komitskim postrojbama u crnogorskim planinama, povedena je oružana borba protivu sjedinjenja sa Srbijom.

## Prosvjeta
Od osamostaljenja do početka balkanskih ratova, broj škola se utrostručio. Prva crnogorska gimnazija je bila Cetinjska knjaževsko-realna gimnazija, oformljena 1880. godine.
Godine 1907. otvorena je gimnazije u Podgorici, a 1913. gimnazije dobivaju Nikšiću, Pljevlja i Berane .
Od viših škola, koncem 1896. na Cetinju je počela s radom topnička Časnička škola – prva crnogorska časnička škola. 1903. godine je počela s radom Škola za pješačke časnike. Postojale su i crnogorske dočasničke škole.
Djevojački institut na Cetinju, kao specijalizirano učilište za Crnogorke, radio je od 1869. do 1913. godine.

## Kultura

### Knjižnice i muzeji
1893. godine proradila je Državna knjižnica. Iste godine je počeo s radom i prvi muzej.

### Kazalište
Prva kazališna predstava na Cetinju je izvedena 1888. kada je i završeno zdanje nacionalnoga teatra "Zetski dom".
1910. je formiran profesionalno Crnogorsko kraljevsko kazalište.

### Kinematografija
Bečki putujući kino Urania projektovao je 1902. prvu filmsku predstavu u Crnoj Gori a tom je prilikom snimljen i prvi film u Crnoj Gori, koji se zvao U crnim brdima, na Crnogorskom kneževskom dvoru.
Rujna 1908. otvoren je na Cetinju prvi stalni elektro-kinematograf.
Listopada 1896. je snimljen posjet Rimu knjaza Nikole I. Petrovića u povodu udadbe njegove kćeri Jelene i ta je storija ušla u film braće Lumieres pod naslovom  Matrimonio dei principi di Napoli a Roma.
Bečki putujući kino Urania projektovao je 1902. prvu filmsku predstavu u Crnoj Gori a tom je prilikom snimljen i prvi film u Crnoj Gori, koji se zvao U crnim brdima, na Crnogorskom kneževskom dvoru.
No, prvi, stalni elektro-kinematograf je 1908. otvorio Cetinjanin Ljubomir Tamindžić s grupom poduzetnika.
Godine 1910. putujući kino je u Nikšiću prikazao film Snjeguljica i sedam patuljaka.
Tijekom balkanskih ratova nekoliko je inozemnih filmskih tvrtki snimalo scene o borbama i pobjedama Crnogorske vojske.
Pathe Freres je snimala filmske zapise i u Francuskoj kamo su se u egzilu našli crnogorski monarh i vlada.
Voskrsenja ne biva bez smrti, (tal. Non v'è resurrezione senza morte), prvi je crnogorski igrani nijemi film snimljen u talijanskoj produkciji 1922. godine.
Za cilj je imao animirati svjetsko mnijenje u pokušaju sprječavanja nestanaka Kraljevine Crne Gore s povijesne karte njezinim nasilnim priključenjem Kraljevini SHS.

## Tisak
Početkom 20. stoljeća su postojale tri crnogorske tiskare.
Od 1873. do 1915. godine na Cetinju je izlazio Glas Crnogorca, kao službeno glasilo. List je u egzilu također kao službeno glasilo Kraljevine Crne Gore ponovno počeo izlaziti lipnja 1917. u Francuskoj a posljednji je broj tiskan 1922. u Italiji.
Postojalo je i desetak drugih tjednika Crnogorac, Cetinjski vjesnik, Nevesinje, Onogošt, Ustavnost, Slobodna riječ...
Crnogorske pristalice ujedinjenja sa Srbijom, uz financijsku potporu srpske vlade, tiskale su u Švicarskoj i Francuskoj od 1917. do 1919. list Ujedinjenje.
Crnogorska politička emigracija, koja se borila protivu prisajedinjenja Kraljevine Crne Gore Srbiji (Kraljevini SHS), u Sjedinjenim Američkim Državama (Chicago, Illinois) je 1923. tiskala list Amerikanski Glas Crnogorca.

## Gospodarstvo i novčarstvo
Gospodarstvo je u Kraljevini Crnoj Gori bilo začetcima. Nakon Ustava 1905. verificirani su zakoni o koncesijama za istraživanje i eksploataciju ruda, izgradnju dvije hidroelektrane na rijeci Morači, te o isušivanju Ulcinjskog polja, no ovi kapitalni projekti zbog ratova nisu realizirani.
1906. oformljena je Prva crnogorska pivara u Nikšiću. 
Društvo zadružne režije crnogorskog duvana, iza koje su stajali talijanski poduzetnici,prva je tvrtka u Crnoj Gori osnovana 1903. u cijelosti inozemnim kapitalom.
Snažnu potporu ulaganjima tvrtki iz Kraljevine Italije u crnogorsko gospodarstvo davala je Jelena Savojska, talijanska kraljica, kći crnogorskog monarha.
Od novčarstva, bankarstvo je u Crnoj Gori prvo pokrenuto 1864. kada je formirana Založnica crnogorska, faktički prva crnogorska banka.
1901. osnovana je Nikšićka štedionica (u početku nazvana Prva nikšićka novčana zadruga).
Prva zetska štedionica (Podgorička banka), osnovana 1904. godine, imala je osnivačku glavnicu od 200.000 crnogorskih perpera.
Crnogorska banka, osnovana 1906. godine, raspolagala je glavnicom od 600.000 perpera, a Narodna banka Knjaževine Crne Gore (1909.) s dva milijuna perpera.
Državni proračun je bio uza sve to, u manjku, pa se Crna Gora morala zaduživati u inozemstvu. U vanjskoj trgovini, najviše je bila vezana na Austro-Ugarsku, s kojom je imala veliki deficit.

## Promet
- Crnogorske pomorske zastave'
- Lokomotiva Lovćen

### Cestovni promet
U razdoblju od 1878. do 1910. izgrađeno je preko 400 km cestovnih prometnica, poglavito po projektima hrvatskoga arhitekta Josipa Slade, i to:
- 1878. pravac od Njeguša (crnogorsko-austrougarska granica) do Cetinja;
- 1881. pravac Cetinje – Rijeka Crnojevića;
- 1882. pravac Rijeka Crnojevića – Podgorica;
- 1884. pravac Kotor – Cetinje (napomena: Slade je, radi ovladavanja okomitim lovćenskim liticama nad Kotorom, projektirao čak 25 sepertina na trasi u pravoj liniji koja jedva dostiže dva kilometra);
- 1896. – 1905. pravac Rijeka Crnojevića – Virpazar;
- vjeruje se kako je Slade projektirao 1884. i cestovni pravac Bar – Virpazar, a njegov je i projekt Carev most u Nikšiću.

### Pomorski promet
Crnogorska knjaževska uprava pomorstva je 1879. oformljena na Cetinju s ovlastima reguliranja plovidbe na Jadranskom moru i Skadarskom jezeru. Za prvoga upravitelja crnogorske luke Bar imenovan je Antun Zakarija, Hrvat iz Dubrovnika, koji je za godišnju plaću taj posao uspješno obavljao sve do 1902. godine.
Prvi brod koji je zaplovio pod crnogorskom zastavom je bio Slavjanin.
1887. napravljen je prvi pokušaj osnutka Crnogorskog parobrodskog društva.
1890. Crna Gora je u Odesi (Rusko Carstvo) nabavila parobrod Jaroslav koji je iz ruskih luka Odesa i Nikolajevo prevozio žito do Bara, Perasta i Risna, te Trsta i Rijeke.

### Jezerski i rječni promet
1902. je uspostavljen redoviti putnički i robni promet između luka na Skadarskom jezeru, rijeci Bojani i luka na Crnogorskom primorju a obavljala ga je inozemna tvrtka Anglo-Montenegrin.
Na taj je način profunkcionirala direktna veza između Jadranskog mora, preko plovne rijeke Bojane do crnogorskih luka na Skadarskom jezeru: Virpazara, Rijeke Crnojevića i Plavnice (blizu Podgorice).
Sa Glavnom upravom crnogorskog brzojava na Cetinju, tvrtka Anglo-Montenegrin sklopila ugovor i redovito prevozila je i poštu na relacijima:
- Bar-Virpazar-Skadar i obratno;
- Kotora-Skadar i obratno.

Compagnia di Antivari ili Barsko društvo, talijansko dioničko društvo utemeljeno je 1905. na Cetinju.
Ta je tvrtka izgradila i pristaništa Virpazar, Rijeka Crnojevića i Plavnica na Skadarskom jezeru. Zauzvrat, crnogorski Ministarski savjet obvezao se dati tvrtki od 1909. koncesije na izgradnju pruge Podgorica-Danilovgrad (koja za doba Kraljevine Crne Gore nije završena).
Compagnia di Antivari raspolagala je brodovima Antivari, Nettuno, Danica, Drin, Obod, Vranjina, Vir, Oka, te s 12 specijaliziranih plovila (maona) za prijevoz tereta, poglavito ugljena.

### Željeznički promet
Compagnia di Antivari je također izgradila Željezničku prugu Bar – Virpazar – prvu crnogorsku prugu otvorenu 2. studenog 1908. godine.
Ukupna je dužina ove uskotračne pruge bila je 40.030 metara a prolazila je od luke na Pristanu (Bar), kroz Barsko polje, uz i niz planinu Sutorman, kroz Crmnicu do Virpazara na Skadarskom jezeru.
Najveći graditeljski zahvat na ovoj pruzi bio probijanje tunela kroz planinu Sutorman dužine 1.969 metara na nadmorskoj visini od 550 metara. Pruga je bila u uporabi do konca 1950-ih.

## Telekomunikacije
Crnogorski brzojav je uspostavljen 1869. a do 1910. je ukupno bilo ukupno 25 crnogorskih zemaljskih brzojavnih postaja.
1904. je Crna Gora, u nazočnosti Guglielma Marconia, uspostavila prvu radio-brzojavnu postaju na Balkanskom poluotoku.

## Imovinska sigurnost
- Baltazar Bogišić, prvi crnogorski ministar pravosuđa
- Opći imovinski zakonik Kneževine Crne Gore

Opći imovinski zakonik Kneževine Crne Gore od 1. srpnja 1888. godine djelo je hrvatskoga pravnika i znanstvenika dr. Baltazara Bogišića (u Crnoj Gori su ga zvali Valtazar) kojim je, na osnovu običajnoga prava Crnogoraca kodificirao imovinsko-vlasničke odnose.
Unatoč tome što je Kraljevina Crna Gora 1918. zbrisana s povijesne karte Bogišićev je Zakonik, zbog svojih pravnih normi koje su uređivale odnose iz specifičnog života crnogorskoga naroda, bio ostao na snazi sve do 1946. godine.

## Stanovništvo
Kraljevina Crna Gora je bila nacionalna država crnogorskog naroda, većina stanovništva su bili Crnogorci i pripadnici istočne pravoslavne kršćanske crkve, no bilo je katolika, Hrvata i Albanaca, kao i pripadnika islamske vjeroispovijesti. 

Širenjem teritorija kroz povijest, Crna Gora je obuhvatila i krajeve koji su imali stanovništvo sa srpskom nacionalnom sviješću. 

Na istoku zemlje, u Ulcinju i u Metohiji su živjeli Albanci. 

U Baru je postojala mala hrvatska zajednica, a izvori bilježe postojanje mise na hrvatskom za mjesne vjernike i u Ulcinju (do prije nekoliko desetljeća).

U Ulcinju je živjela i zajednica potomaka arapskih robova.

## Upravna organizacija
Država je do 1912. upravno bila podijeljena na pet oblasti: Katunsko-riječku (Cetinje), Primorsko-crmničku (Bar), Zetsko-brdsku (Podgorica), Nikšićku (Nikšić) i Brdsku oblast (Kolašin).
Svaka je oblast bila dalje podijeljena na kapetanije. Ukupno je bilo 56 kapetanija do 1912. godine. Kriterij pri određivanju međa od kapetanije bio je pripadnost određenom crnogorskom plemenu. Čelnik kapetanije, kapetan, imao je izvršnu vlast i bio je do 1879. podređen Crnogorskom Senatu a od onda nekoj od oblasnih uprava Ministarstva unutarnjih poslova crnogorske vlade. Od 1912. godine, nakon balkanskih ratova, broj je kapetanija uvećan za još sedam te je ukupno bilo 63 crnogorske kapetanije.
Također je postojala tradicijska, neslužbena podjela na nahije, njih ukupno devet, koje su nekoć, prije 1878. godine, bile dio zemljopisne i poluadministrativne jedinice, i to: Katunska nahija, Riječka nahija, Crmnička nahija, Primorska nahija, Lješanska nahija, Zetska nahija, Brdska nahija, Vasojevićka nahija, Moračka nahija i Nikšićka nahija.

## Religija
Ustavom iz 1905. bilo je normirano je da je državna vjera istočno-pravoslavna. U članku 40. Ustava stoji:
"Državna vjera je u Crnoj Gori istočno pravoslavna. Crnogorska je crkva autokefalna. Ona ne zavisi ni od koje strane Crkve, ali održava jedinstvo u dogmama s istočno pravoslavnom Vaseljenskom crkvom. Sve ostale priznate vjeroispovijesti slobodne su u Crnoj Gori".
Sve ostale priznate vjeroispovjesti (katolička i islamska) su po Ustavu bile slobodne i imale su autonomnu unutarnju upravu koja se regulira statutima koje je verificirao Ministarsko vijeće.
Status crnogorskih građana katoličke vjere dodatno je reguliran Konkordatom.

## O nestanku Kraljevine Crne Gore
- Podgorička skupština
- Božićna pobuna
- Komiti

## Vanjske poveznice
- Branislav Borilovic: Reagovanja u svijetu povodom prisajedinjenja Crne Gore Srbiji